# Altes Stadthaus (Berlin)
Das Alte Stadthaus, bis 1945 Stadthaus, ist der Name eines repräsentativen Verwaltungsgebäudes im Berliner Stadtteil Mitte, das der Magistrat von Berlin zur Entlastung des Roten Rathauses in den Jahren 1902 bis 1911 nach Entwürfen des Stadtbaurats Ludwig Hoffmann für sieben Millionen Goldmark (48 Mio. €) errichten ließ. Es befindet sich am Molkenmarkt zwischen der Jüden-, Kloster-, Parochial- und Stralauer Straße.
Nach dem Zweiten Weltkrieg begann für das im Gegensatz zum Roten Rathaus weniger zerstörte Gebäude des Stadthauses eine Zeit unterschiedlicher Nutzungen. Bis 1956 war es noch ein Verwaltungsbau des Magistrats von Groß-Berlin. Dieser nutzte zusätzlich ein benachbartes Gebäude in der Parochialstraße, erbaut Mitte der 1930er Jahre und geplant durch Kurt Starcks und Franz Arnous als Geschäftshaus der Versicherung Städtische Feuersozietät. Das Haus in der Parochialstraße übernahm damit die Funktion des Stadthauses als erweiterter Dienstsitz verschiedener Berliner Magistratsverwaltungen und so auch die Bezeichnung Neues Stadthaus. Das ursprüngliche Neue Stadthaus hieß dagegen zur Unterscheidung von nun an Altes Stadthaus, so dass in der Literatur immer wieder Verwechslungen der Bauwerke zu finden sind.
Von 1956 bis zum Ende der DDR diente das Alte Stadthaus unter anderem dem ersten Ministerpräsidenten der DDR Otto Grotewohl und dem letzten Lothar de Maizière als Amtssitz. Ab 1992 waren hier zwei Berliner Außenstellen der Bonner Bundesregierung untergebracht.
Mitte der 1990er Jahre begann eine umfassende Renovierung und das Alte Stadthaus diente danach wieder seiner ursprünglichen Verwendung als ein Gebäude der Stadtverwaltung, indem es seitdem die Berliner Senatsverwaltung für Inneres und Sport sowie das Landesdenkmalamt Berlin beherbergt.

## Geschichte

### Suche nach einem „Zweiten Rathaus“

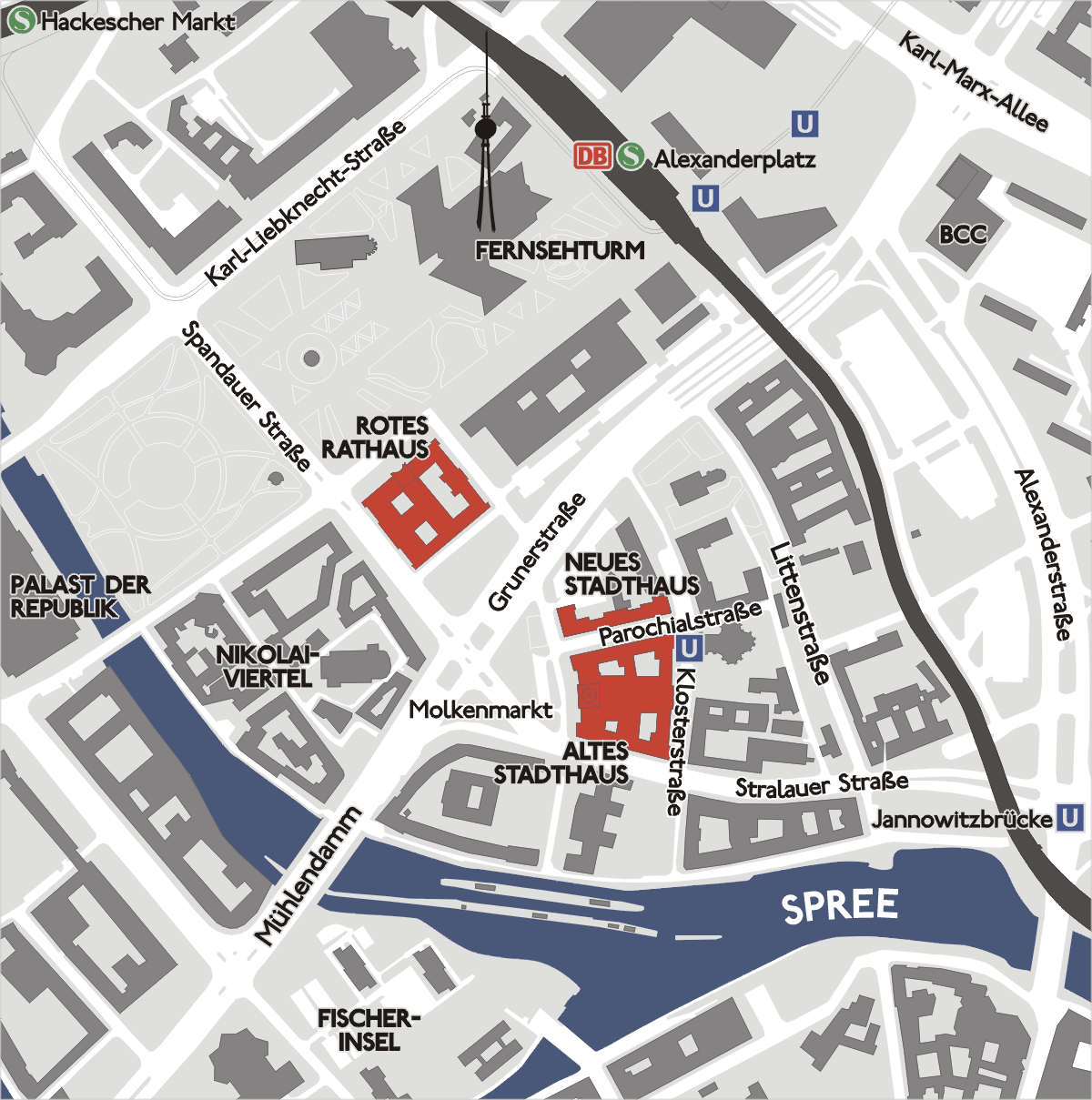
Lage des Roten Rathauses, Neuen und des Alten Stadthauses in Berlin

Das schnelle Wachstum Berlins seit den 1860er Jahren um 50.000 Menschen jährlich brachte auch eine enorme Steigerung des Verwaltungsaufwands mit sich. Die Kapazitäten des erst 1869 fertiggestellten Roten Rathauses als Berliner Rathaus waren daher bald wieder erschöpft, wie ein Vergleich zeigt: Beim Baubeginn des Roten Rathauses lebten in der Stadt etwa 500.000 Einwohner, bei der Fertigstellung bereits 800.000. In der Folge stellte sich heraus, dass der Berliner Magistrat eine Zweitresidenz, eine Art „zweites Rathaus“ brauchen würde. Einen Anbau an das vorhandene Rathaus schlossen sowohl Magistrat als auch die Stadtverordneten aus, da eine Erweiterung des baulich schon geschlossenen Rathauskomplexes auf architektonisch befriedigende Weise unmöglich schien. Der Bau des neuen Hauses war vor allem mit den wichtigen Fragen des wie und wo verbunden.
1893 schlug der Magistrat ein Grundstück am Ufer der Spree in Höhe der Waisenbrücke vor; an ungefähr dieser Stelle befindet sich heute die Berliner Finanzverwaltung und die Vertretung des Sozialverbandes Deutschland. Das vorgeschlagene Areal lehnten die Stadtverordneten jedoch ab, da sie befürchteten, dass das neue Gebäude durch seine exponierte Lage das bestehende Rathaus an Wirkung und Glanz übertreffen könne. Daher verschob man die Frage nach dem neuen, „zweiten Rathaus“ um einige Jahre. In der Zwischenzeit trat der Magistrat erneut mit Vorschlägen an die Abgeordneten heran, beide Seiten fanden jedoch wiederum keinen Konsens. 1898 griff auch der damalige Stadtbaurat Ludwig Hoffmann in die Diskussion ein, der, wie Schäche schreibt, durch „kluges Eingreifen in die Debatte [einen] Meinungsumschwung unter den Stadtverordneten“ herbeiführte. Schließlich einigten sich Berliner Magistrat und die Abgeordnetenversammlung auf das Grundstück am Berliner Molkenmarkt zwischen Jüden-, Parochial-, Kloster- und Stralauer Straße. Die auf dem anvisierten Baugrund bestehenden 32 bebauten Parzellen kaufte die Stadt nach und nach auf und ließ die vorhandenen Bauten abreißen.
Durch sein Eingreifen in die Debatte, aber auch durch sein gewachsenes Ansehen stand unzweifelhaft fest, dass Ludwig Hoffmann der Architekt für das neue, repräsentative Gebäude sein sollte. So bekam der damalige Stadtbaurat ohne Ausschreibung den Auftrag, ein Verwaltungsgebäude mit etwa 1.000 Arbeitsplätzen und zwei Sitzungssälen zu entwerfen. Festlegungen oder gar Einschränkungen, betreffend die Gestaltung sowie der städtebaulichen Repräsentation, gab es nicht.
Entwürfe für das neue Gebäude legte Hoffmann, wie er selbst in seinen Memoiren berichtet, erst Jahre später vor. Dabei gelangen ihm zwei Überraschungen, indem er die äußere Gestaltung durch einen Turm und die innere durch eine große Halle dominieren ließ. Die Ausschussmitglieder der Stadtverordnetenversammlung äußerten sich zwar zunächst kritisch dazu, votierten in der darauf folgenden Abstimmung dennoch mehrheitlich für das Konzept Hoffmanns. Die finanzielle Lage der Stadt Berlin war damals so gut, dass selbst der Stadtkämmerer weder Einwände gegen das Haus selbst noch gegen den Bau des Turms hatte.

### Baubeschreibung

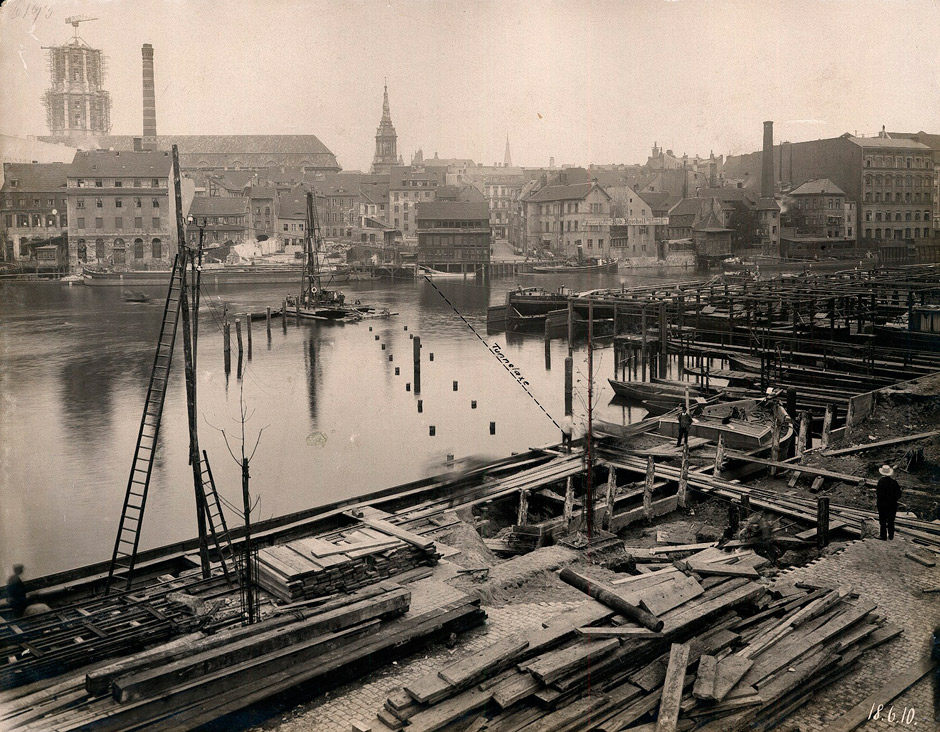
Der Bau des Stadthauses (Turm links) und des Spreetunnels Klosterstraße der heutigen U-Bahn-Linie 2 fanden zur gleichen Zeit statt.

Hoffmann schuf ein monumentales Gebäude mit fünf Innenhöfen, um „einmal die Büros der städtischen Verwaltungen, die im Rathaus keinen Platz haben, aufzunehmen; es sollte aber außerdem die Halle für große öffentliche Feiern enthalten, die der Stadt fehlt, und auch nach außen hin das Berlin von heute repräsentieren und also ausgesprochener monumentaler Prunkbau sein“ (Ludwig Hoffmann 1914).
Die Repräsentationsfunktion zeigt sich nach außen im etwa 80 Meter hohen Turm (die Angaben variieren hier), der sich auf einem quadratischen Sockel über dem Mittelrisalit an der Jüdenstraße erhebt. Der Turm besteht aus zwei Trommeln mit Säulenkranz und wird von einem Kuppelhelm gekrönt, die eine 3,25 Meter große Fortuna-Figur aus Kupfer von Ignatius Taschner trägt. Der Turm ist ein Zitat der von Carl von Gontard entworfenen Türme des Französischen und des Deutschen Domes am Gendarmenmarkt und soll aufzeigen, dass „Berlin eine in die Höhe gerichtete Entwicklung nimmt“.
Im Inneren ist besonders der dreigeschossige, tonnengewölbte Festsaal repräsentativ, der so genannte Bärensaal, der in der Mitte des Gebäudes liegt. Georg Wrba gestaltete den Rosso-Verona-Marmorboden, sechs Prunkkandelaber und drei bronzene Portalgitter, die unter anderem den Saal ausschmücken. Die Halle selbst, die weder vom Magistrat noch von den Stadtverordneten verlangt worden war, sollte nach Hoffmann „eine Stadthalle für ernste Feiern“ sein und bietet etwa 1.500 Menschen Platz. An der Decke des Saales wurden 18 Reliefs mit „Bürgertugenden“ in Versform angebracht; zusätzlich schuf Georg Wrba einen großen, bronzenen Bären, der ans Ende des Saales gerückt wurde. Wrba fertigte den Bären, das Symbol der Stadt, sogar zweimal an: Zuerst in einer etwas großen Form, die der Künstler jedoch für zu herabdrückend in der 19 Meter hohen Halle fand, so dass er – ebenfalls aus Bronze – eine zweite Figur in verkleinerter Form anfertigte.
Der Grundriss des Gebäudes folgt als unregelmäßiges Trapez den Ausmaßen des abgerissenen Stadtquartiers. Die Seitenflügel an der Parochial- und Stralauer Straße durchstoßen als dreiachsige Seitenrisalite die Fassaden an der Jüden- und der Klosterstraße. Die Hauptachse mit der Eingangshalle und dem Festsaal liegt zwischen den fünfachsigen Mittelrisaliten an der Jüden- und der Klosterstraße. Querflügel unterteilen den Gebäudekomplex im Inneren in fünf Innenhöfe.
Die Fassadengliederung orientiert sich an den Formen des Palladianismus. Über dem Rustikasockel mit Erdgeschoss und der Hälfte des Zwischengeschosses erhebt sich die durch zweieinhalb Geschosse reichende toskanische Säulen- und Pilasterordnung. Mit dieser Verwischung der Grenze verletzte Hoffmann bewusst die Normen seines Vorbildes, des Palazzo Thiene in Vicenza. Die Fassade wurde in grauem Muschelkalk ausgeführt. Das Gebäude wird von einem Mansarddach bekrönt. Die Front in Richtung Jüdenstraße ist 82,63 Meter lang, in Richtung Klosterstraße 126,93 Meter, Parochialstraße 108,31 Meter sowie zur Stralauer Straße 94,46 Meter.
Das Stadthaus ist reich an Bildhauerarbeiten, unter anderem 19 von ursprünglich 21 Figuren als Allegorien der Bürgertugenden, die von den Bildhauern Josef Rauch, Ignatius Taschner, Georg Wrba und Wilhelm Widemann geschaffen wurden. Im Giebelfeld der Frontfassade befanden sich ursprünglich drei Berliner Stadtwappen aus der Werkstatt von Josef Rauch. Beim Umbau zum Haus des Ministerrats wurden sie abgenommen und durch ein DDR-Staatswappen ersetzt. Nach der Wende wurde das DDR-Wappen entfernt, die Berliner Wappen wurden jedoch bisher nicht wieder angebracht.

### Eröffnung nach langem Warten
Die Bauarbeiten zogen sich in die Länge, so dass Teile der Verwaltung, unter anderem die Hoch- und Tiefbaudeputation und die städtische Polizeiverwaltung bereits im März 1908 einzogen; Kanalisations-Deputation und städtische Feuersozietät folgten ihnen ein paar Wochen später. Der Turm selbst entstand in den Jahren 1908 bis 1911. Nach mehr als zehn Jahren Planungs- und Bauzeit eröffnete Bürgermeister Martin Kirschner am 29. Oktober 1911 das Gebäude in einer feierlichen Zeremonie. Die genaue Bauzeit betrug insgesamt neun Jahre und sechs Monate (April 1902 bis Oktober 1911).

Ludwig Hoffmanns Bau galt in der Bevölkerung allgemein als gelungen. Das „imposante“ Gebäude setzte einen Schwerpunkt im städtebaulichen Umfeld zwischen Molkenmarkt und Parochialkirche, wie es das eigentliche Berliner Rathaus, im Allgemeinen als Rotes Rathaus bekannt, zwischen Alexanderplatz und Nikolaikirche tat. Nicht umsonst bekam das in Laufnähe zu diesem gelegene Stadthaus auch den Namen „zweites Rathaus“, wofür es mit seiner Architektur geradezu prädestiniert war. In statistischer Sicht übertraf das „zweite“ das „erste Rathaus“ bei weitem: So bot das Stadthaus Raum für etwa 1.000 Arbeitsplätze städtischer Beamter, das Rote Rathaus dagegen gerade 317. Auch an Gesamtfläche war das Hoffmannsche Stadthaus mit etwa 12.600 Quadratmetern im Gegensatz zu 9.000 im alten Haus größer.

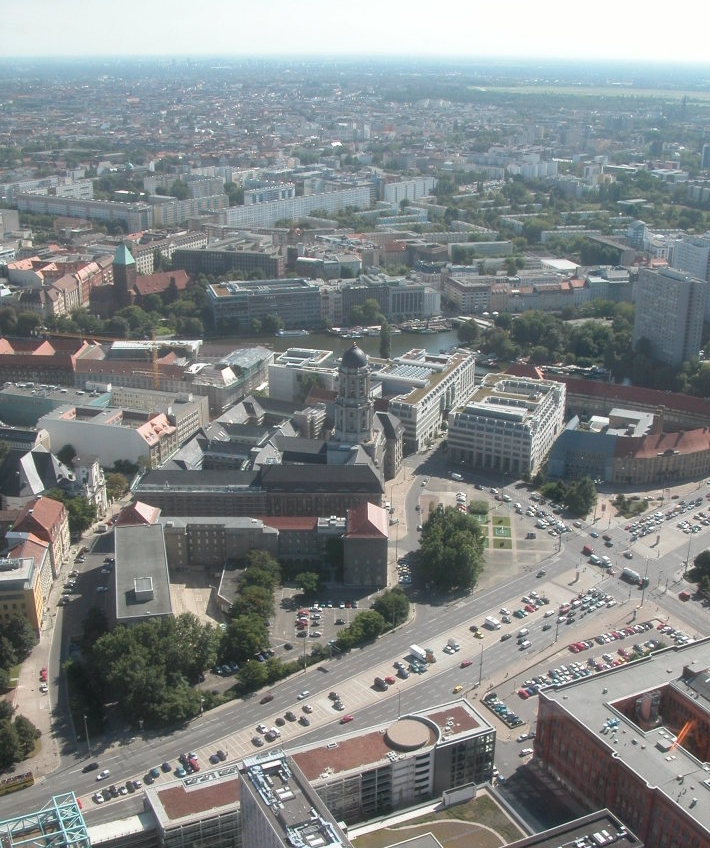
Luftaufnahme 2005
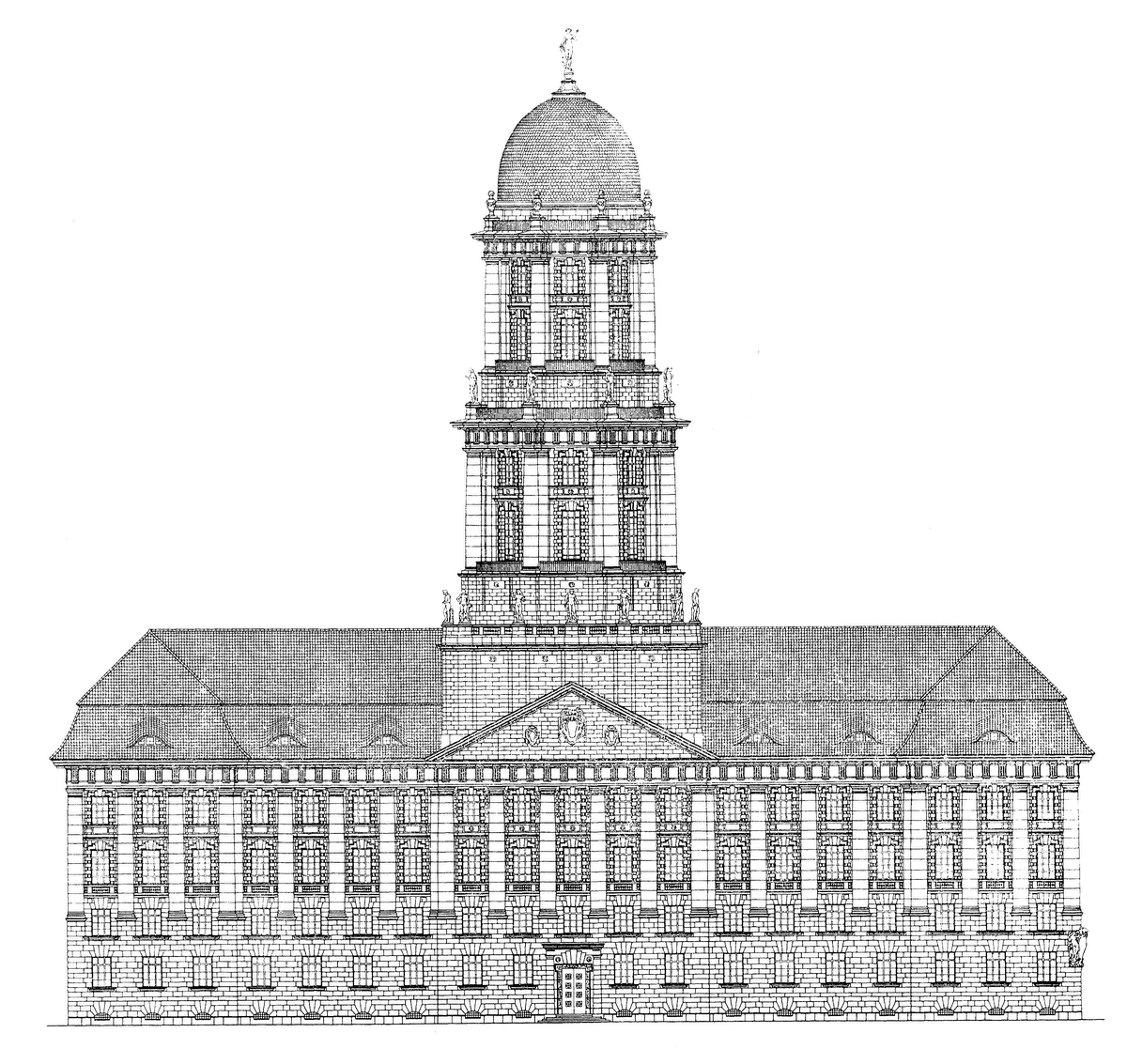
Zeichnung von Ludwig Hoffmann: Frontansicht, das heißt Sicht von der Jüdenstraße aus
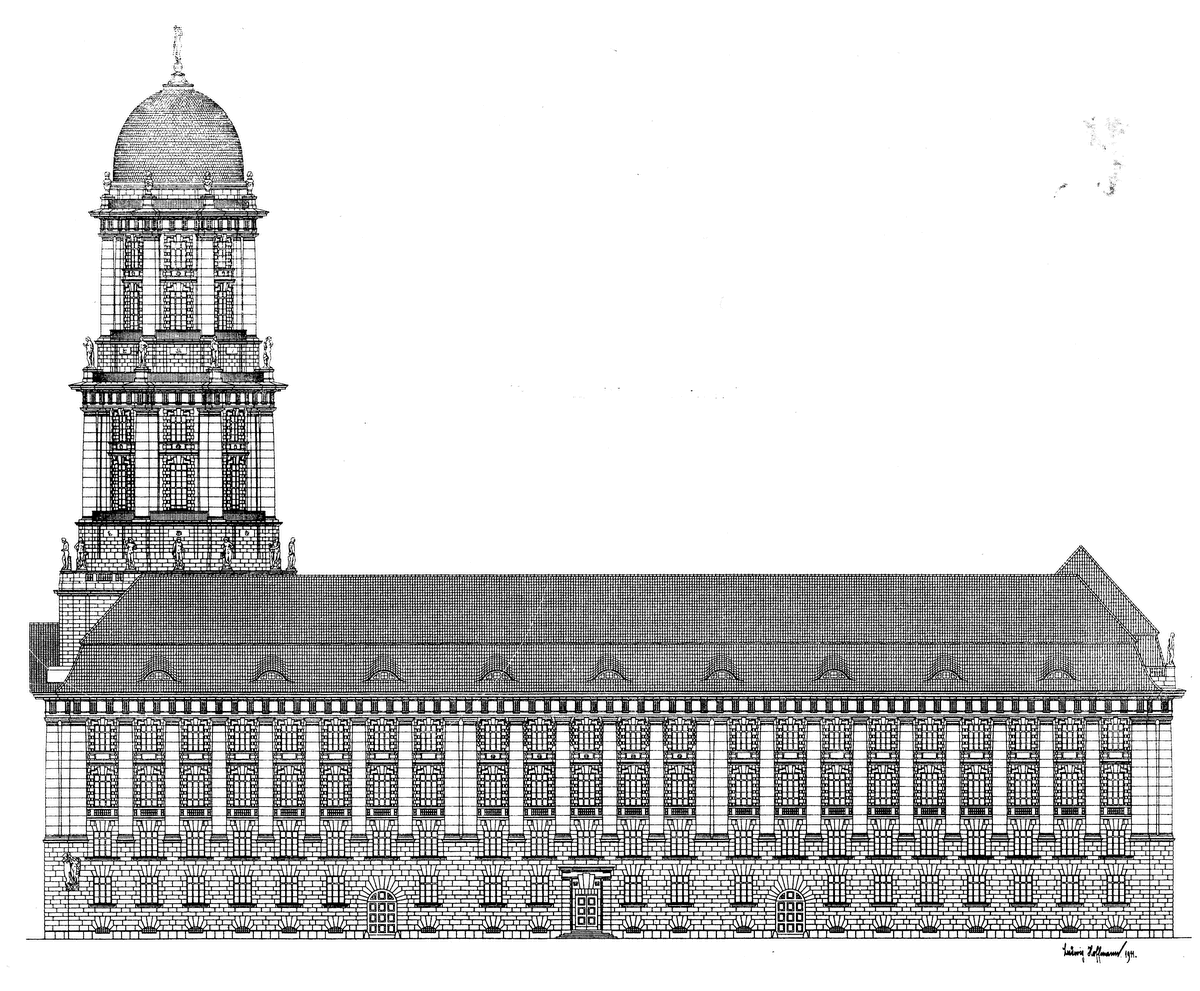
Zeichnung von Ludwig Hoffmann: Seitenansicht aus der Stralauer Straße
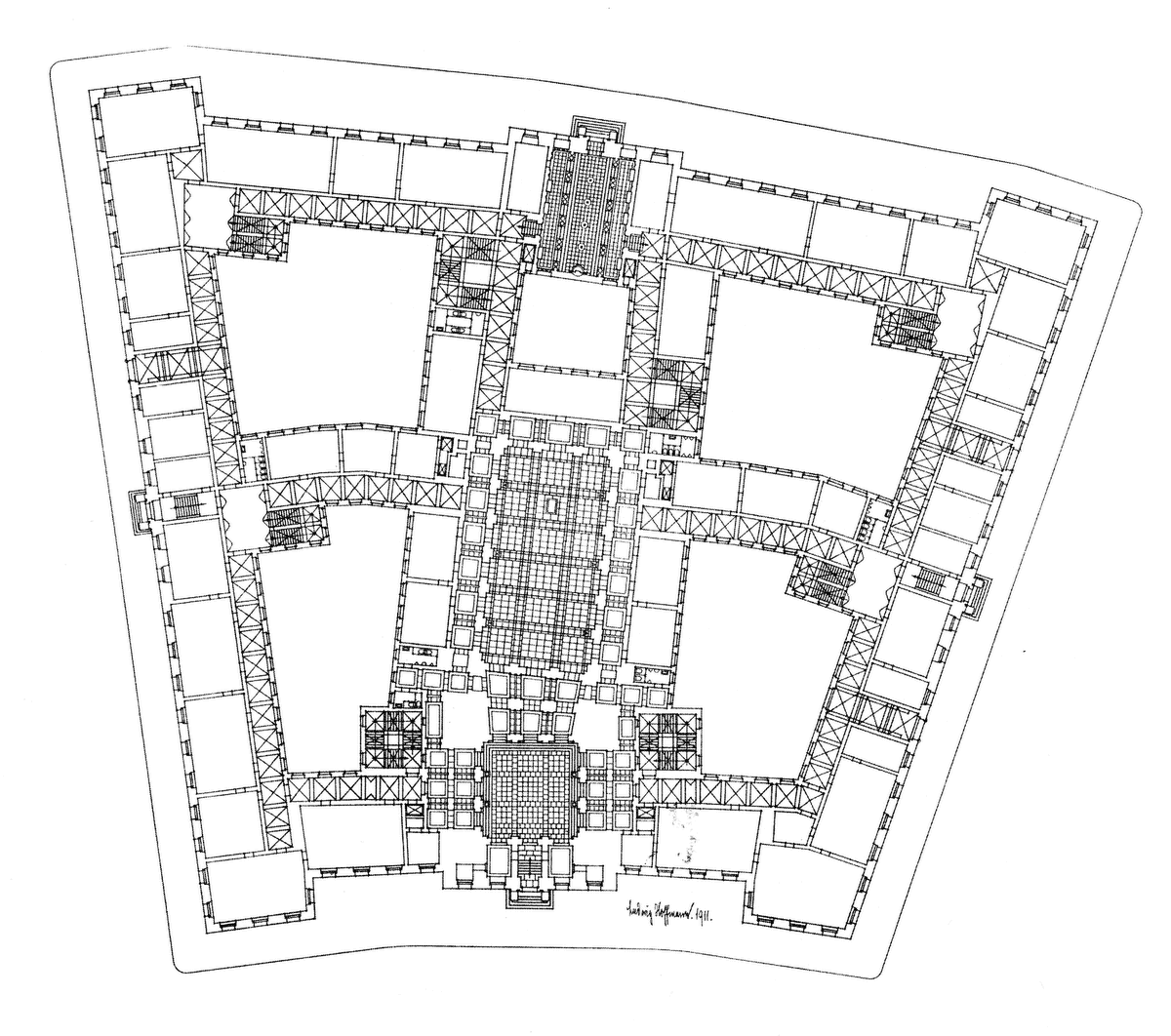
Grundriss des Stadthauses in der Form eines unregelmäßigen Trapezes.
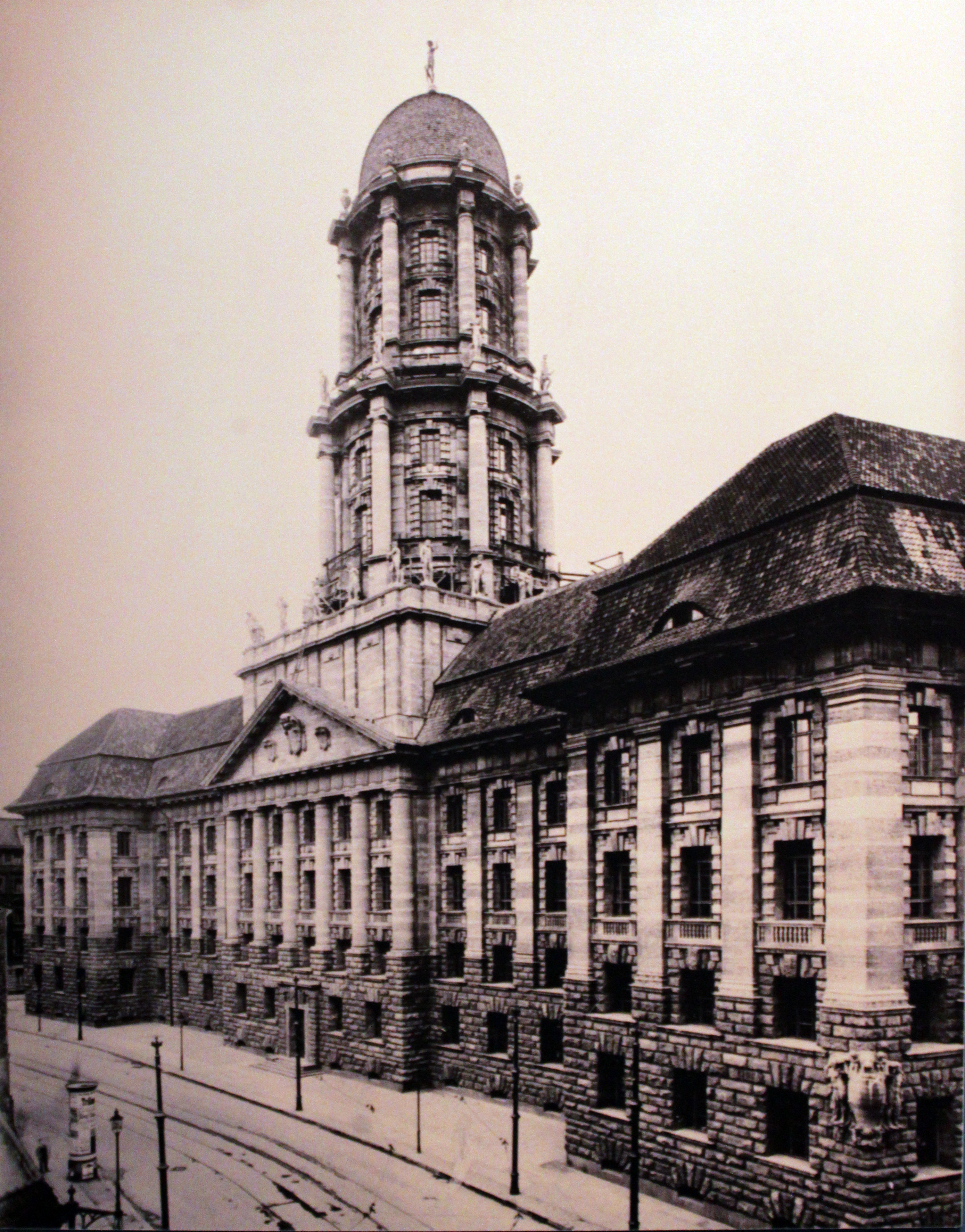
Das Berliner Stadthaus 1911 nach seiner Fertigstellung
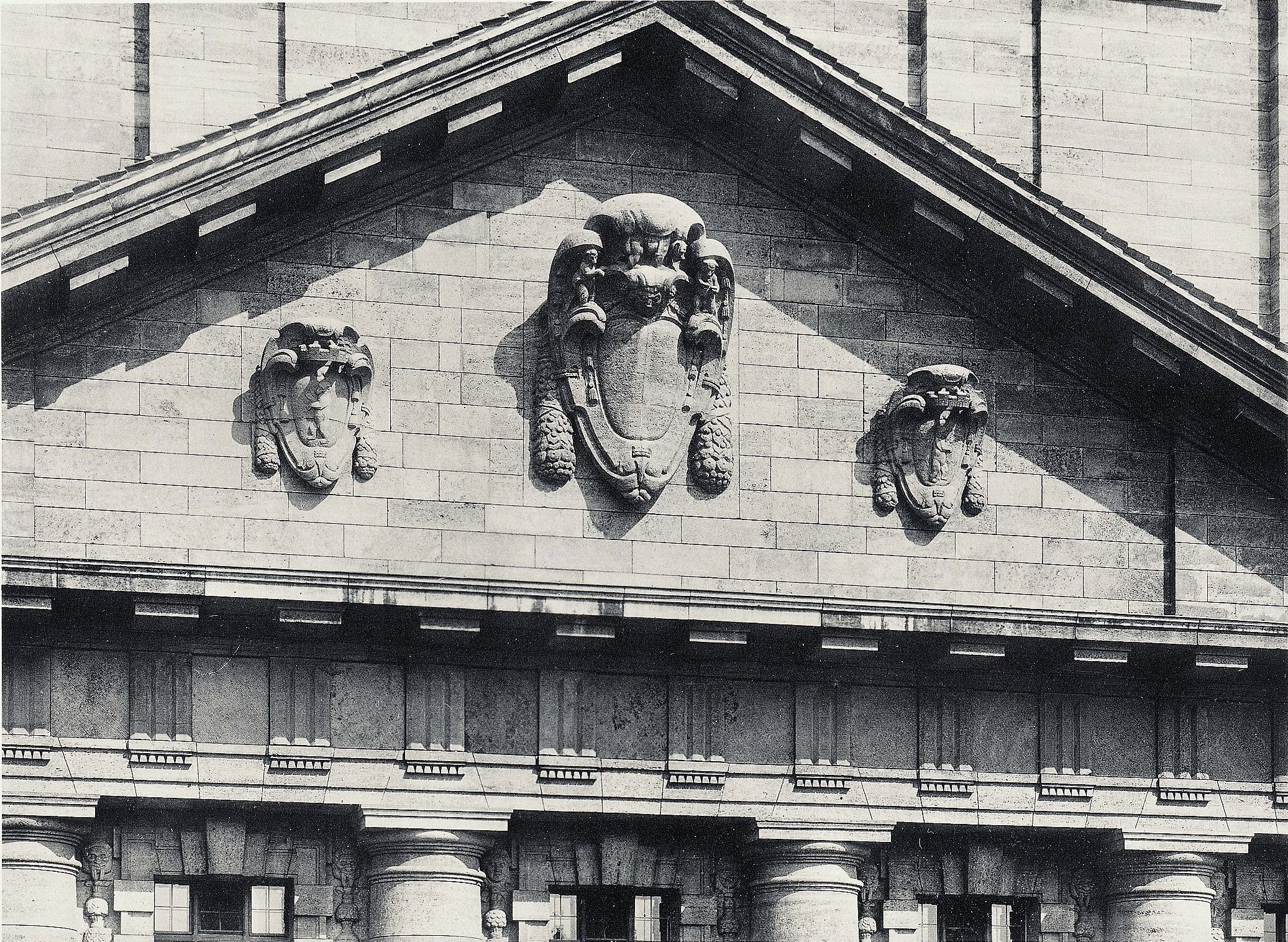
Stadtwappen im Giebelfeld, um 1976 entfernt

### Weiteres Geschehen und Planungen zur Zeit des Nationalsozialismus
Bis in die 1920er Jahre änderte sich nichts Wesentliches am Stadthaus. Weder der Erste Weltkrieg noch die anschließende Revolution konnten dem Gebäude etwas anhaben. 1920 bildete sich die neue Großgemeinde Berlin unter Eingemeindung vieler vorgelagerter Dörfer und Städte wie Spandau, Köpenick, Charlottenburg oder Wilmersdorf. Damit stieg wiederum der Verwaltungsaufwand erheblich, so dass bereits einige Abteilungen und Dienststellen ausgelagert werden mussten. 1929 beauftragte der Berliner Magistrat die Hochbauverwaltung, ein Konzept für einen zwei Blöcke umfassenden Verwaltungsneubau zu entwickeln, der gleichzeitig eine visuelle und bauliche Verbindung zwischen dem Berliner Rathaus und dem Stadthaus darstellen sollte.
In dem neuen Verwaltungsbau sollten jedoch nicht nur neue Arbeitsplätze für Beamte entstehen, es sollte auch die vorhandene Stadthauptbibliothek sowie die Stadtsparkasse mitaufnehmen. Der Bau des neuen Gebäudes war in ein groß geplantes Sanierungsprogramm des Molkenmarktviertels integriert. So sollten menschenunwürdige Wohnungen im Krögel-Block abgerissen und durch neue ersetzt werden. Bis 1931 gediehen die Pläne dieses Programms, doch aufgrund der desolaten politischen und wirtschaftlichen Situation konnte die Verwirklichung nicht mehr weiterverfolgt werden.
Nach dem Antritt Hitlers als Reichskanzler wollte der Berliner Magistrat mit seiner Verwaltung – passend zur nationalsozialistischen Propaganda – seinen Teil zum Nationalen Aufbauprogramm beitragen und nahm die Sanierungs- und Neubaupläne wieder auf. Die Pläne waren besonders durch den sozialen Aspekt des Wohnungsneubaus im Krögel-Block sehr gut für dieses Programm.
Allerdings tat sich ein anderes Problem auf: Da durch das Reichsministerium für Verkehr der Ausbau der Mühlendammschleuse im Zusammenhang mit dem Bau des Mittelland- und des Adolf-Hitler-Kanals angeordnet wurde, musste auch die vorhandene Mühlendammbrücke ersetzt werden. Dadurch mussten einige Gebäude, darunter auch das Ephraim-Palais, versetzt werden. Dabei war eine generelle Neuplanung des Viertels willkommen, denn auch das preußische Finanzministerium meldete den Neubau der Reichsmünze an. In dem neuen Gebäude mit dem Namen „Deutsche Reichsmünze“ sollten alle vorhandenen – damals sechs – Ländermünzen vereinigt werden. Durch all dies erwuchs der Gedanke, den Bereich um den Molkenmarkt in eine Art „großes Stadt- und Verwaltungsareal“ umzubauen, wobei das von Ludwig Hoffmann konzipierte Stadthaus Mittelpunkt des neuen „Forums“ werden sollte. Im Übrigen fiel dabei erneut das Wohnungsbauprojekt des Krögel-Blocks aus den Plänen heraus.
Nachdem 1936 der Krögel-Block mit seinen Wohnungen abgerissen worden war, konnte auch der Neubau dieses Verwaltungsareals beginnen. Vor dem Stadthaus, dem neuen Mittelpunkt des Gebietes, sollte ein großer Platz entstehen, der durch zwei gleiche Flügelbauten jeweils links und rechts des Stadthauses flankiert war. Auf dem Platz selbst sollte die heute im Lustgarten stehende Granitschale des Steinmetzen Christian Gottlieb Cantian stehen, die wiederum von zwei großen Säulen mit jeweils einer Adlerstatuette abgegrenzt werden sollte. Zum Neubau des Verwaltungsforums gehörten außerdem ein so genanntes „Stadtpräsidentenhaus“, die Reichsmünze sowie mehrere andere Verwaltungsgebäude. Von diesen Planungen wurden nur wenige verwirklicht, darunter die Verwaltungsgebäude (in den Plänen mit C und D gekennzeichnet) sowie das Haus der Feuersozietät, das heutige „Neue Stadthaus“. Neben all diesen städtischen Planungen, das heißt Planungen, die aktiv vom Magistrat der Reichshauptstadt betrieben wurden, entwarf auch der Generalbauinspektor für die Reichshauptstadt Albert Speer das Gelände eines weitaus größeren Verwaltungsareals für eine zukünftige Welthauptstadt Germania.
Im Zweiten Weltkrieg wurde das Gebäude von Fliegerbomben getroffen, so dass es einige Schäden, besonders an den Hausflügeln C und D sowie am Eckbereich Jüden-/Parochialstraße, gegeben hat. Die größten Schäden erhielt das Gebäude jedoch in den letzten Kriegsmonaten und -wochen durch die näherrückende Front und den so genannten Endkampf. Das Mansarddach brannte nahezu vollständig ab, erhebliche Wasserschäden taten ein Übriges. Außerdem wurden im Krieg die Statuen am Eingangsrisalit an der rückwärtigen Fassade zur Klosterstraße zerstört. Die Stadtkommandantur gab den Schaden mit etwa 50 Prozent an.

### Situation nach 1945
Kurz nach der bedingungslosen Kapitulation der Wehrmacht am 8. Mai 1945 suchte der sowjetische Stadtkommandant Nikolai Bersarin nach fähigen, antifaschistischen Personen für eine neue öffentliche Verwaltung Berlins. Am 19. Mai ernannte Bersarin die 19 Mitglieder des Magistrats unter der Führung des kommissarischen Oberbürgermeisters Arthur Werner. Die Ernennung fand jedoch weder im Roten Rathaus noch im Stadthaus statt, denn beide Gebäude waren relativ stark zerstört. So wird berichtet, dass der Sitz der Städtischen Feuersozietät direkt neben dem Stadthaus den „besterhaltene[n] Saal in der ganzen Innenstadt“ aufweisen konnte. Auch aus diesem Grund zog der Magistrat von Groß-Berlin, der sich in den nächsten Monaten personell vergrößerte, in das ehemalige Haus der Feuersozietät in der Parochialstraße 1–3, das deshalb den Namen Neues Stadthaus bekam. Um dieses wiederum vom eigentlichen Stadthaus zu unterscheiden, erhielt der Hoffmannsche Bau den bis heute gültigen Namen Altes Stadthaus.
Das Stadthaus als nun drittes Rathaus beherbergte vorläufig das Planungs- und Hochbauamt, die Ämter für Vermessung und Wohnungswesen und einige andere Ämter. Während die Mitarbeiter der Verwaltung die Büros vollständig belegt hatten und nutzten, standen der Festsaal sowie die Turmräume aufgrund fehlender Heizung, großer Feuchtigkeit und daraus resultierender Schimmelschäden leer, abgesehen von einigen Planungsausstellungen des Berliner Stadtbaurates Hans Scharoun.
Der Magistrat verwaltete von den beiden Gebäuden des Alten und Neuen Stadthauses aus bis 1948 noch das gesamte Groß-Berlin. Nach der Wahl zur Stadtverordnetenversammlung von Groß-Berlin Anfang Dezember 1948 zogen die 14 West-Berliner Bezirksverwaltungen Ende 1948 aus. Bis zur Wiederherstellung des Roten Rathauses 1956 arbeitete dann nur noch die Verwaltung für die damals noch acht Ost-Berliner Stadtbezirke hier.

### Änderungen in der DDR

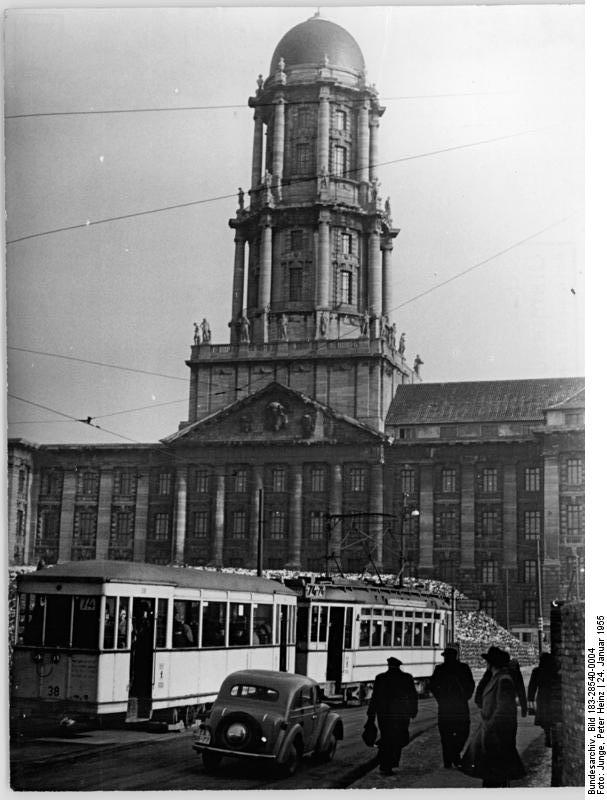
Straßenbahn vor dem Alten Stadthaus, 1955

Die Beschädigung des Alten Stadthauses konnte durch einige kleine Aufbaumaßnahmen, unter anderem eine Notdachdeckung, bis 1950 prozentual auf 45 Prozent gesenkt werden. Für kleinere Arbeiten bestanden gerade noch die personellen, materiellen und finanziellen Möglichkeiten, größere Bauarbeiten konnten in den ersten Nachkriegsjahren nicht in Angriff genommen werden.
Erste Vorschläge für eine Rekonstruktion des Hauses erarbeitete das Hochbauamt bereits im Jahr 1948. Konkret ging es dabei vor allem um das neu aufzubauende Dach. Nach und nach kristallisierten sich zwei Varianten heraus: Entweder einen originalgetreuen Aufbau des Mansarddaches oder die Konstruktion eines flachen Satteldaches. Wichtigstes Kriterium dabei war die benötigte Anzahl an Schnittholz, das weder damals noch später in der DDR in ausreichender Menge zur Verfügung stand. Deshalb fiel die Entscheidung zugunsten eines Satteldaches bei 214 m² Schnittholz, eine Mansarddachkonstruktion hätte dagegen 930 m² beansprucht. Erwägungen des Denkmalschutzes spielten kaum eine Rolle. Bei beiden Varianten war geplant, das Dachgeschoss für Büroräume auszubauen.
Der Wiederaufbau des Alten Stadthauses sollte in den Jahren 1950 bis 1955 in fünf einzelnen Phasen stattfinden. Der erste Bauabschnitt soll sich vor allem mit der Aufstockung des Hofflügels in Richtung Stralauer Straße befasst haben (hierzu finden sich keine genauen Angaben). Im zweiten Teil betrafen die Rekonstruktionsmaßnahmen den Flügel Stralauer Straße/Jüdenstraße, dabei ließ der Magistrat als Bauherr im vierten Geschoss weitere Büros und einen 300 Personen fassenden Speisesaal inklusive Küche einbauen. Diese Maßnahmen waren bis Anfang 1952 fertiggestellt. Die weiteren Bauphasen kamen jedoch aus mehreren Gründen nicht mehr zur Verwirklichung; der vermutlich schwerwiegendste war, dass das Stadthaus nicht Amtssitz des Bürgermeisters war, außerdem hatte der Aufbau alter, wilhelminischer Architekturbauten keine hohe Priorität – die Errichtung von Wohnraum war damals wesentlich dringender, so dass diese Investition nicht in den Volkswirtschaftsplan aufgenommen wurde.
Nach Jahren der Rekonstruktion war das Rote Rathaus im Jahr 1955 fertiggestellt und wieder voll funktionstüchtig. Damit konnten nun viele Abteilungen des Ost-Berliner Magistrats, der sich weiterhin Magistrat von Groß-Berlin nannte, aus den beiden Stadthäusern und anderen, weiter entlegenen Verwaltungsgebäuden, wieder in das Rote Rathaus umziehen.

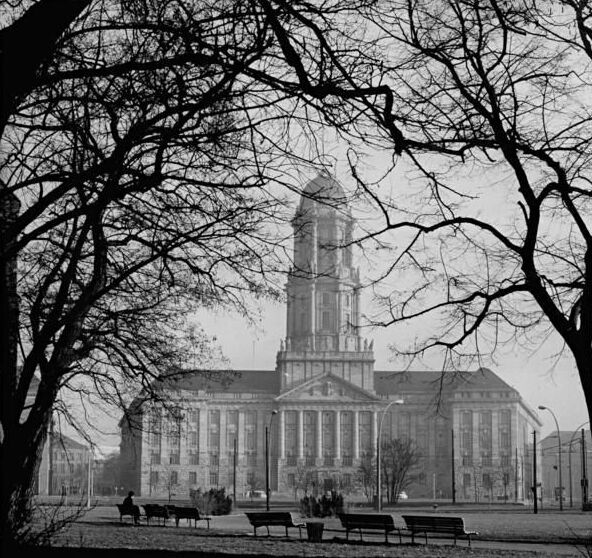
Das Alte Stadthaus in den 1960er Jahren

Anfang desselben Jahres war außerdem bekannt geworden, dass das Alte Stadthaus vom inzwischen Ost-Berliner Magistrat an den Ministerrat der DDR übergehen sollte. Dieses Staatsorgan hatte sich seit seiner Gründung 1949 inzwischen erheblich personell erweitert und brauchte neue Räume, wobei das Alte Stadthaus nur eine Zwischenlösung darstellen sollte.
Bereits im Herbst 1955 zog der Ministerpräsident der DDR Otto Grotewohl in das Haus ein. Zuvor fanden Umbauarbeiten statt, um den Ansprüchen des Ministerpräsidenten und dessen Büroleitung gerecht zu werden. Dazu zählten die Einrichtungen der verschiedenen Ministerialzimmer, die schon früher geplante Aufstockung um das vierte Obergeschoss, Neuordnung der Treppenhäuser, Belüftungsanlagen und elektrische Einrichtungen. Gänge und Flure erhielten lange rote Teppiche; des Weiteren wurde in den Jahren 1960/61 der Festsaal erheblich verändert, der nach dem Umbau nur noch 300 statt bisher 1.500 Personen fasste. Außerdem brachten Bauarbeiter neue hölzerne Wandelemente an, und unter die gewölbte Decke wurde eine niedrigere Zwischendecke gehängt. Dabei gingen auch prunkvolle Kandelaber, bronzene Portalgitter und der Marmorfußboden verloren. Die von Georg Wrba geschaffene Bärenskulptur wurde 1959 im Tierpark Friedrichsfelde aufgestellt.
Ab 1960 wurde das Gebäude der Amtssitz des gesamten Ministerrates der DDR. Im vorderen Bereich wurden eine Sicherheits- und Sonderzone eingerichtet, der öffentliche Zugang zum „Haus des Ministerrates“ befand sich jetzt in der Klosterstraße. Das Eingangsportal zur Jüdenstraße, an dem das Staatswappen der DDR angebracht wurde, war nur in Ausnahmen geöffnet.
Diese Veränderungen sollten auch die negative Haltung zum wilhelminischen Charakter des Stadthauses darstellen, die nicht dem sozialistischen Idealbild entsprachen, denn, so schreibt Schäche, die Innenarchitektur Hoffmanns galt als „pomphaft, schwülstig, düster und nicht mehr zeitgemäß“. Insgesamt kosteten die Umbaumaßnahmen zwei Millionen DDR-Mark.
Auch die Fortuna-Statue überdauerte die Bauarbeiten nicht: schon bei den ersten Rekonstruktionsmaßnahmen 1951 entfernte man sie und ersetzte sie durch eine 13 Meter hohe Rundfunkantenne. Nach der Inbetriebnahme des Fernsehturms 1969 wurde diese wiederum gegen eine DDR-Flagge ausgewechselt. Die Fortuna war bis in die 1960er Jahre in der Kuppel eingelagert, danach wurde sie eingeschmolzen. Die anderen Statuen befanden sich bis 1974 auf dem Stadthaus, danach wurden auch sie abgenommen und in Friedrichsfelde und anderen Depots eingelagert, da sie durch Regen und Frost erheblichen Schaden genommen hatten.
Allgemein nahm die Bedeutung des Stadthauses jedoch im Staatsapparat der DDR ab. Wichtige Anlässe, Feiern und Festakte fanden im Roten Rathaus, im Palast der Republik oder im Staatsratsgebäude statt.
Der einzige historische Höhepunkt lag in der Spätphase der DDR, als die erste und einzige frei gewählte DDR-Regierung unter Führung von Lothar de Maizière hier ihren Amtssitz bezog. So wurden die Konditionen des Einigungsvertrags im Stadthaus ausgehandelt.

### Wendezeit, Grundsanierung und neue Nutzung

Das Alte Stadthaus, fotografiert 2005 bis 2009
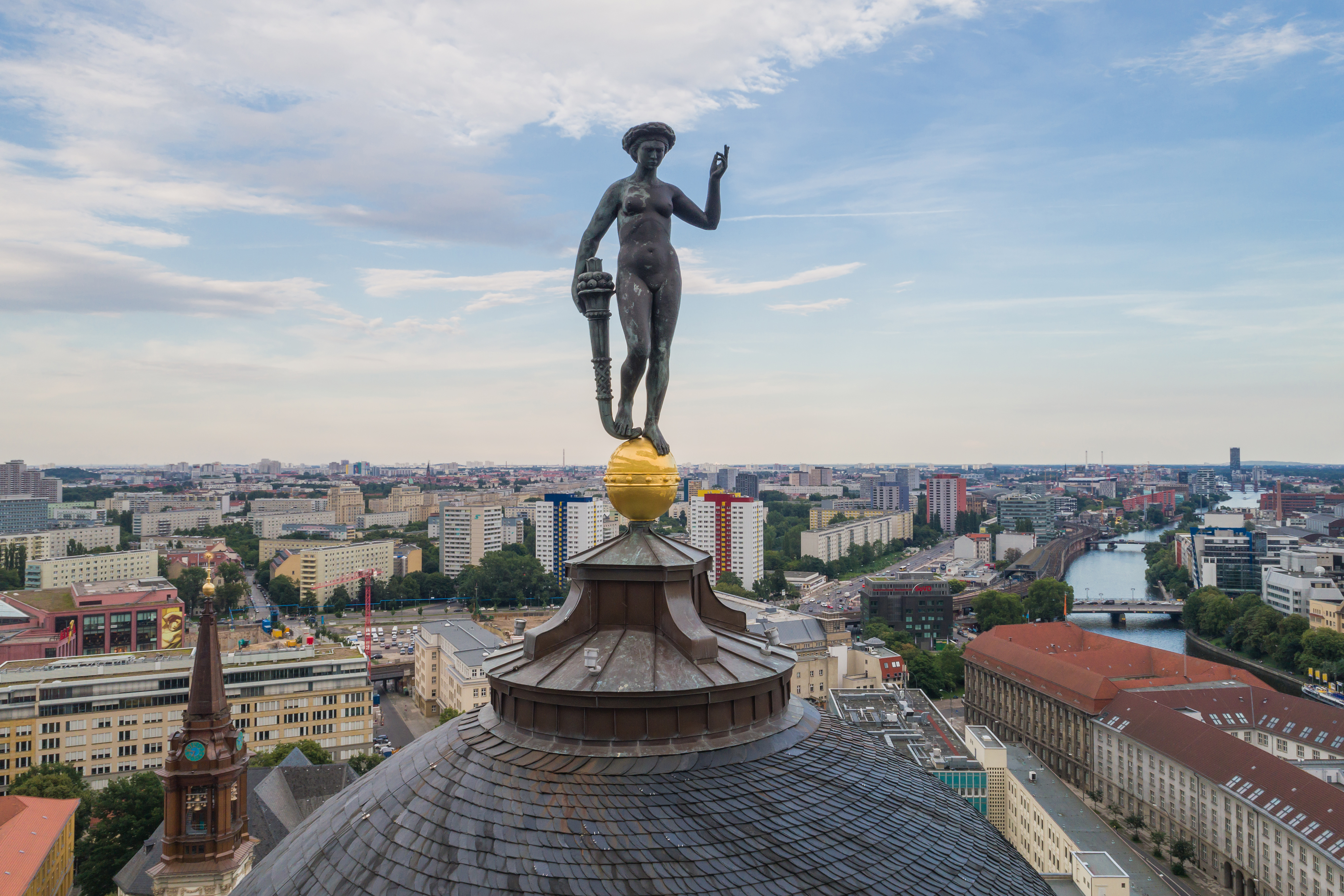
Statue der Göttin Fortuna auf der Kuppel
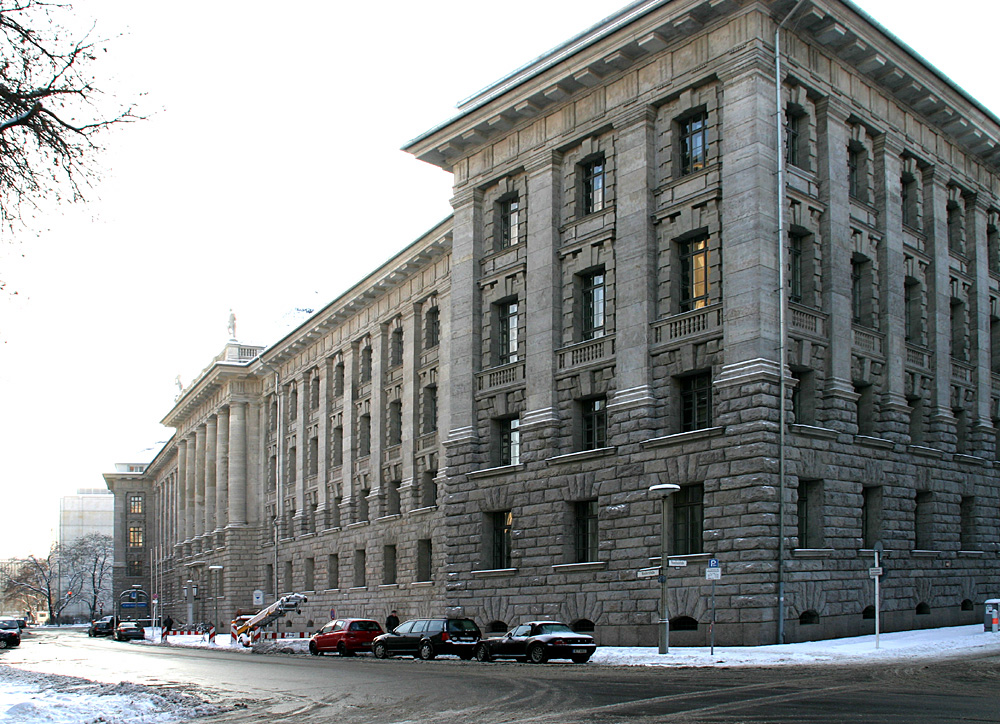
Rückwärtige Fassade in der Klosterstraße
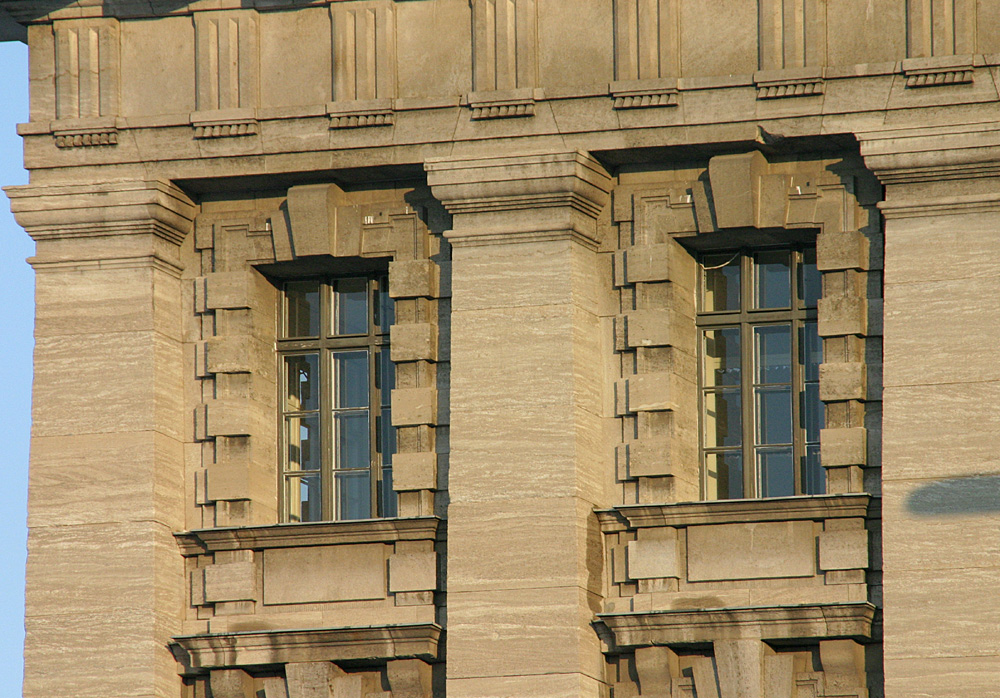
Fassadendetail mit Obergeschossfenstern
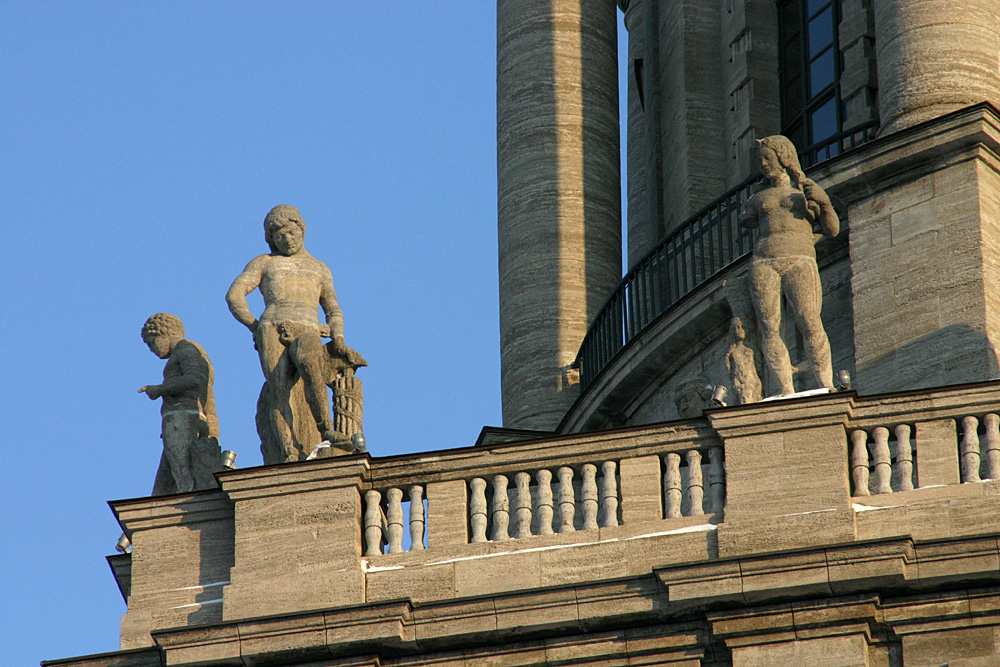
Die Außenfassade zierende Allegorien der Bürgertugenden
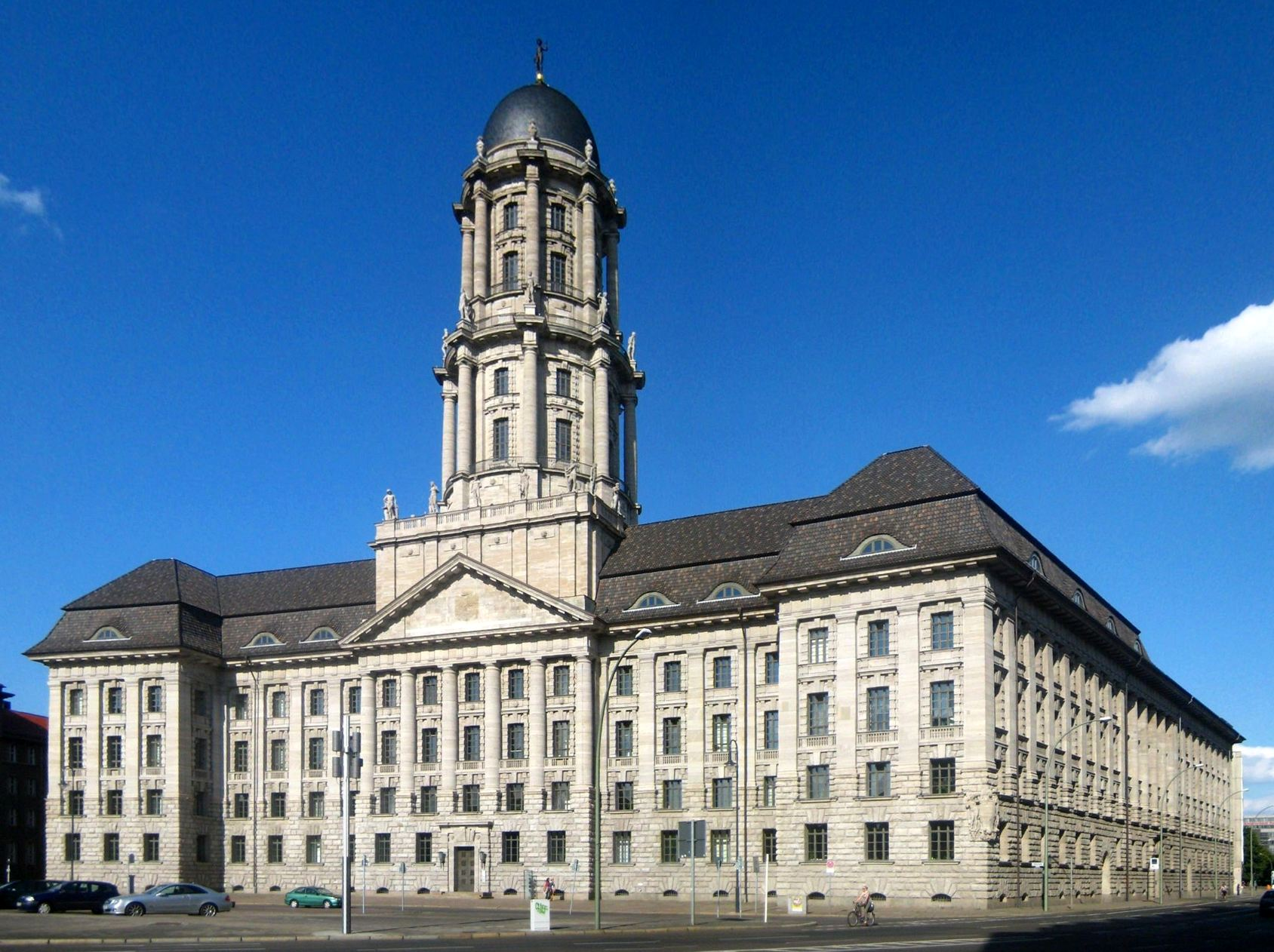
Frontansicht

Bereits im Jahr der Wiedervereinigung 1990 verschwand das Wappen der DDR mit Hammer und Zirkel vom Eingang des Gebäudes – zurück blieb nur ein dunkler Fleck. Nach der Wiedervereinigung zogen die Außenstelle Berlin des Bundeskanzleramtes und die Außenstelle des Ministeriums für Arbeit und Sozialordnung der Bundesrepublik Deutschland in das Gebäude ein. Nach einem Rechtsstreit übergab 1993 der Bund als zeitweiliger Eigentümer das Gebäude zurück an das Land Berlin, welches das Haus wieder für den ursprünglichen Zweck als Verwaltungsgebäude nutzen wollte. Zuvor jedoch bedurfte das Stadthaus einer dringenden Sanierung, da zu DDR-Zeiten zwar Statuen entfernt und der Bärensaal umgebaut worden war, aber ansonsten wenig für die Erhaltung getan wurde: So stammten die sanitären Anlagen teilweise noch aus den 1920er Jahren.
Die 1994 begonnene Sanierung unter der Leitung von Gerhard Spangenberg hatte zum Ziel, den ursprünglichen Zustand nach Möglichkeit wiederherzustellen, aber dennoch genügend „DDR-Sünden“ offenzulegen, um auf die Taten der Vergangenheit hinzuweisen. Zuallererst stand die Entfernung von Eisenträgern, Pappen und Spanplatten im Vordergrund. Erhaltenswerte DDR-Relikte wurden entweder in das Zeughaus oder in das Haus der Geschichte in Bonn gebracht. Darauf folgte die Restaurierung der ursprünglichen Wandmalereien und Reliefs, die in der DDR-Zeit übertüncht worden waren. Gleichzeitig fand eine Instandsetzung der Außenfassade statt. In den Jahren 1998/1999 wurde außerdem das historische Mansarddach rekonstruiert, so dass es heute wieder seine ursprüngliche Form hat. Dabei beließ man den Ausbau des vierten Obergeschosses, die dortigen Büros erhielten jedoch ebenfalls die dringend notwendige Sanierung.
Die Statuen im griechischen Stil wurden restauriert und im Dezember 2005 auf die verschiedenen Standorte am Haus verteilt.
Die von dem Restaurator Bernd-Michael Helmich neu hergestellte, 300 Kilogramm schwere Fortuna-Figur wurde am 2. September 2004 ebenfalls per Großkran auf die Kuppel gesetzt. Die Restauration der Figur finanzierte Kunstmäzen und Unternehmer Peter Dussmann mit 125.000 Euro.
Die Sanierung beinhaltete jedoch auch die Herstellung des alten Festsaales, auch „Bärensaal“ genannt, der am 21. Juni 1999 wiedereröffnet wurde. Das Prunkstück des Stadthauses, die zwischenzeitlich im Tierpark Friedrichsfelde stehende Bärenstatue, wurde nach einem komplizierten Transport wieder ins Stadthaus zurückgebracht und am 18. Juni 2001 „eingeweiht“. Ebenfalls saniert wurden technische Anlagen, darunter eine Lüftungsanlage, Fahrstühle, Beleuchtung und sanitäre Anlagen. Die Wiederherstellung des alten Zustandes ist heute weitgehend abgeschlossen. Sie wurde größtenteils durch Bund und Land bezahlt. Ein riesiges Werbeplakat eines britischen Mobilfunkunternehmens verhüllte ein Jahr lang das Baugerüst um den Turm des Gebäudes und trug damit zur Finanzierung bei.
Heute residiert in dem Stadthaus wieder die Senatsverwaltung für Inneres, die bereits 1997 das Gebäude bezog. Zeitweilig hatte auch das Standesamt Mitte seinen Sitz hier, das jedoch seinen Sitz mit dem Landesdenkmalamt getauscht hat. Zusätzlich zog nach 2005 die Abteilung Verfassungsschutz der Innenverwaltung in das Gebäude ein.

## Literatur

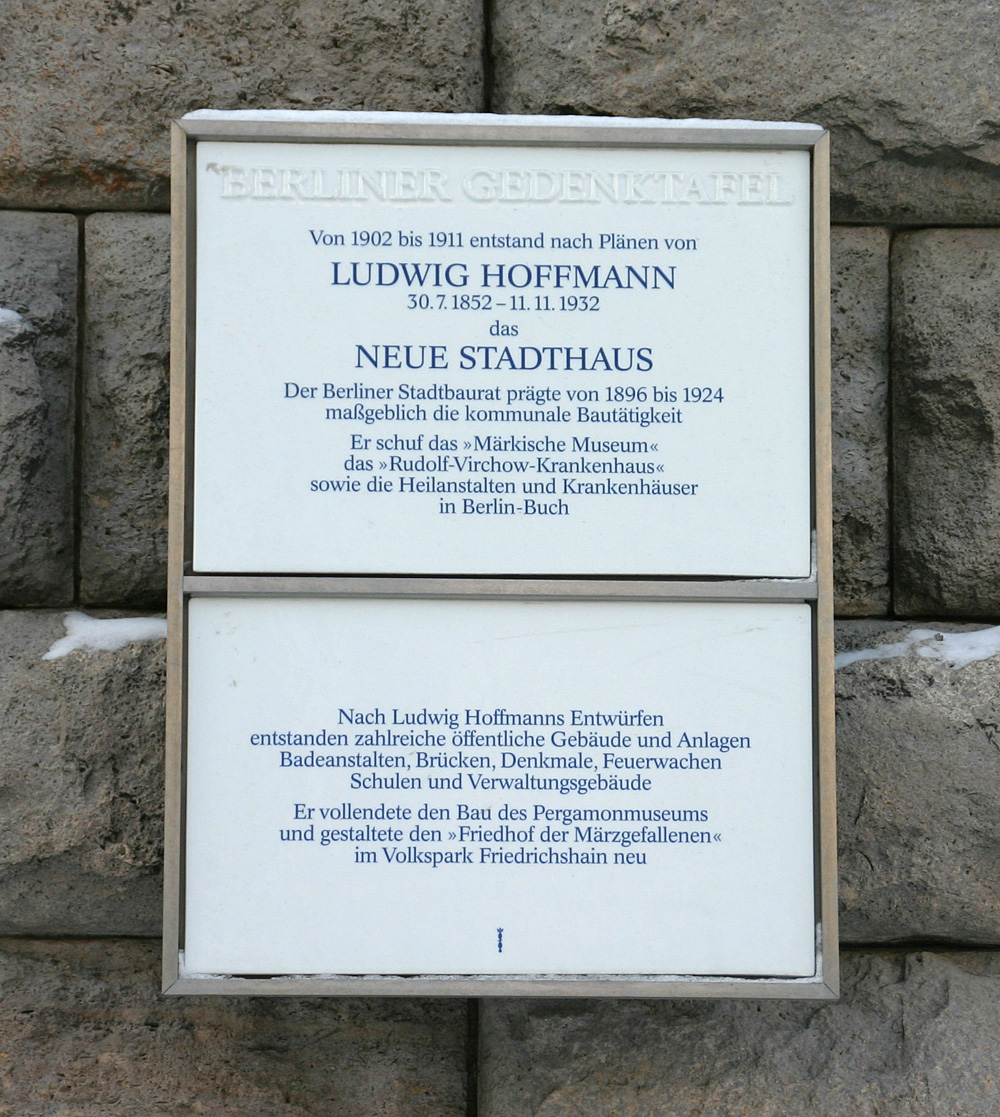
Berliner Gedenktafel für Ludwig Hoffmann und das Stadthaus am Gebäude